# Skupina Wüstenrot
Skupina Wüstenrot je mezinárodní společnost se sídlem v Rakousku poskytující finanční služby.

## Působení v Česku
V Česku začala působit v roce 1993, kdy byl přijat zákon o stavebním spoření. Finanční skupina poskytovala finanční služby z oblasti financování bydlení a spořicích produktů (např. stavební spoření a úvěry z něj, hypoteční úvěry, spořicí účty, termínované vklady atp.).
Společnost v Česku působila jako Wüstenrot - stavební spořitelna a.s. a Wüstenrot hypoteční banka a.s. V roce 2020 došlo k akvizici obou subjektů společností MONETA.